# ピエール・ボーニエ
ピエール・ボーニエ（Pierre Baugniet、1925年7月23日 - 1981年）は、ベルギー出身の男性フィギュアスケート選手。1948年サンモリッツオリンピックペア金メダリスト。1947年、1948年世界フィギュアスケート選手権ペアチャンピオン。パートナーはミシュリーヌ・ラノア。

## 経歴
- 1947年、1948年世界フィギュアスケート選手権優勝。
- 1948年サンモリッツオリンピックで金メダルを獲得。

## 主な戦績
| 大会/年      | 1946-47 | 1947-48 |
| ------------ | ------- | ------- |
| オリンピック |         | 1       |
| 世界選手権   | 1       | 1       |
| 欧州選手権   | 1       |         |